# バレーボールインドネシア女子代表
バレーボールインドネシア女子代表は、バレーボールの国際大会で編成されるインドネシアの女子バレーボールナショナルチームである。

## 歴史
1959年に国際バレーボール連盟へ加盟。1979年アジア選手権に初出場し5位。世界選手権の初出場は1982年世界選手権で21位に終わった。2007年に14年ぶりにアジア選手権に出場し、2009年大会に連続出場した。

## 過去の成績

### オリンピックの成績
- 出場なし

### 世界選手権の成績
1952年から1978年まで出場なし
| - 1982年 - 21位 - 1986年 - 不出場 - 1990年 - 不出場 - 1994年 - 不出場 - 1998年 - アジア予選敗退 - 2002年 - 不出場 | - 2006年 - 不参加 - 2010年 - 不参加 |  |

### アジア選手権の成績
| - 1979年 - 5位 - 1983年 - 6位 - 1987年 - 6位 - 1989年 - 9位 - 1991年 - 9位 - 1993年 - 8位 | - 2007年 - 9位 - 2009年 - 13位 - 2011年 - 13位 - 2013年 - 10位 - 2015年 - 不出場 - 2017年 - 不出場 |  |

## 歴代代表選手
- メガワティ・ペルティウィ